# Magnolia lanuginosoides
Espèce
Statut de conservation UICN

 DD  : Données insuffisantes
Magnolia lanuginosoides est une espèce de plantes à fleurs de la famille des Magnoliaceae. C'est un arbre trouvé à Sumatra.

## Description
C'est un arbre.

## Répartition et habitat
L'espèce est trouvé à Sumatra (autour du lac Toba).
Elle pousse en milieu tropical humide